# François Dufour (homme politique, 1824-1897)
Pour les articles homonymes, voir François Dufour.
François Dufour est un homme politique français né le 3 avril 1824 à Souillac (Lot) et mort le 10 novembre 1897 à Paris.

## Biographie
Fils de François Bertrand Dufour, général et baron d'Empire, il est maire de Souillac, conseiller d'arrondissement puis conseiller général et député du Lot de 1876 à 1889, inscrit au groupe bonapartiste de l'Appel au peuple.

## Sources
- « François Dufour (homme politique, 1824-1897) », dans Adolphe Robert et Gaston Cougny, Dictionnaire des parlementaires français, Edgar Bourloton, 1889-1891 [détail de l’édition]
- « François Dufour (homme politique, 1824-1897) », dans le Dictionnaire des parlementaires français (1889-1940), sous la direction de Jean Jolly, PUF, 1960 [détail de l’édition]